# Шуньята
Шуньята — центральне поняття буддійської школи Мадх'яміка та всього магаянського буддизму, що позначає «відсутність постійного „я“ в особистості й у явищах» або відсутність власної природи речей та феноменів (дгарм), зважаючи на їхню відносність, зумовленість та взаємозалежність. Іншими словами, порожнеча істот і речей, відсутність у них буття в собі (анатман) і власної природи (свабгава), тобто неіснування будь-якої сутності, будь-якого фіксованого і незмінного характеру. Це стосується як речей, так і думок та станів розуму. Воно дуже тісно пов'язане з тотожністю (таковість).

## Опис
Шуньята  — найважче поняття буддизму, що не піддається простому опису та визначенню. Осягнення «порожнечі»  — важлива мета буддійських медитацій, по-різному рекомендованих різними школами. Неточне розуміння терміна «порожнечі» в небуддійських перекладах та коментарях призвело до того, що буддизм отримав репутацію філософії нігілізму, соліпсизму, відмови від доказів розуму і від словесного розуміння, відмови від позитивних тез, уявлення про загальну ілюзорність тощо.; за подібні погляди буддизм постійно піддавався критиці небуддійських шкіл. Водночас буддійські школи, розвиваючи поняття про порожнечу, категорично заперечують всі перелічені пункти, акцентуючи увагу на «таковості», «взаємозалежному походженні», причинності та обумовленості. 
Основні дискусії про природу порожнечі розвивалися спочатку в контексті суперечки між буддійськими та небуддійськими школами про причинність та природу себе (буддійські школи заперечують Атман або «найвище я»). Міцну основу вченню про порожнечу заклав Нагарджуна, прояснивши сутність Татхагати (того, що приходить так), досягнення порожнечі розуму та розвитку природи Будди. Школа Мадх'яміка, яку заснував Нагарджуна, прямо пов'язувала порожнечу з серединним шляхом: «Сказати, що все є,  — одна крайність, сказати, що нічого немає,  — інша крайність. Все є порожнім  — ось істина серединного шляху». 
Уявлення про шуньяту розвивали далі Ар'ядева, Асанга, Васубандгу, Дігнага, Дхармакірті, Буддапаліта, Бгававівека, Чандракірті та інші філософи. Далі шуньята стала одним з найважливіших понять тибетського та далекосхідного буддизму, зокрема чань. Відомий чаньський наставник Шеньхуей, відповідаючи на питання про те, чи існує порожнеча чи ні, і навіщо потрібна порожнеча в останньому випадку, вказував, що «про порожнечу заводять мову заради блага тих, хто не бачить свою власну природу Будди. Для тих, хто бачить свою власну природу Будди, порожнечі не існує». 
Важливим джерелом вчення про порожнечу є «Сутра Серця Праджняпараміти», шанована всіма школами буддизму  махаяни, яка є її основою. 
Визначення порожнечі дається в розгорнутому розумінні, як вчення, яке передав Бодгісаттва Авалокітешвара ченцеві Шаріпутрі. Початкове твердження є загальною квінтесенцією вчення Будди: «Авалокітешвара-Бодгісаттва, глибоко практикуючи Праджняпараміту, сприймає думку, що п'ять скандг порожні, і врятований від всіх страждань та нещасть». 
Далі йде розгорнута вказівка на те, що саме сприймає Авалокітешвара, наставляючи Шаріпутру, і яким чином це сприйняття породжує порятунок від страждань та нещасть у вигляді набуття Аннутара Сам'як Самбодгі (найвищого повного просвітлення, що вказує на стан Будди).